# Kněz je poděs
Kněz je poděs (v anglickém originále License to Wed) je americká filmová komedie z roku 2007. Režisérem filmu je Ken Kwapis. Hlavní role ve filmu ztvárnili Robin Williams, Mandy Moore, John Krasinski, Eric Christian Olsen a Christine Taylor.

## Obsazení
| Robin Williams       | Frank Dorman        |
| Mandy Moore          | Sadie Jones         |
| John Krasinski       | Ben Murphy          |
| Eric Christian Olsen | Carlisle Myers      |
| Christine Taylor     | Lindsey Jones       |
| Josh Flitter         | reverendův asistent |
| DeRay Davis          | Joel                |
| Peter Strauss        | pan Jones           |